# کرایکیات کونتانازاپ
کرایکیات کونتانازاپ (تایلندی: ไกรเกียรติ คูณธนทรัพย์؛ زادهٔ ۲۶ ژانویهٔ ۱۹۸۲) بازیکن فوتبال اهل تایلند بود.
از باشگاه‌هایی که در آن بازی کرده است می‌توان به باشگاه فوتبال چاتانبوری، باشگاه فوتبال ناکون راتچاسیما، باشگاه فوتبال بوریرام یونایتد، باشگاه فوتبال بی‌جی پاتوم یونایتد، و باشگاه فوتبال پلیس ترو اشاره کرد.
وی همچنین در تیم‌های ملی فوتبال زیر ۲۳ سال تایلند، و تایلند بازی کرده است.